# Tripton
 (octobre 2023).
Si vous disposez d'ouvrages ou d'articles de référence ou si vous connaissez des sites web de qualité traitant du thème abordé ici, merci de compléter l'article en donnant les références utiles à sa vérifiabilité et en les liant à la section « Notes et références ».
Le tripton, ou  pseudoplancton, rassemble tous les éléments supposés morts (nécromasse) ou d'origine minérale ou organique (excrétats, excréments, gamètes mortes, particules issues du plancton mort ou vivant...).
Le tripton sédimente en grande partie, contribuant ainsi au cycle biogéochimique et à la fonction « puits de carbone » des océans.
Il est par exemple à l'origine de la craie, roche très riche en carbone (sous forme de Ca CO3).